# Cemitério dos Imigrantes Italianos de Azambuja

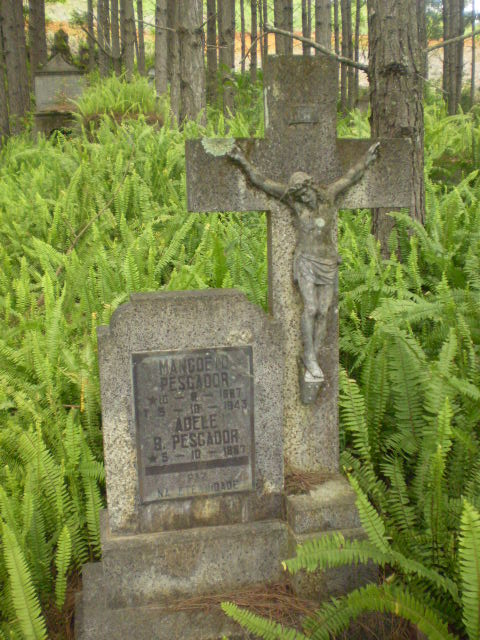
Lápide envolta por samambaias e pinheiros, entrada principal

O Cemitério dos Imigrantes Italianos de Azambuja é um cemitério desativado localizado em Azambuja, o primeiro núcleo de imigrantes italianos no sul do estado de Santa Catarina, estabelecido em 1877, no atual município de Pedras Grandes.
Dos túmulos familiares, aparentemente todos os restos mortais foram trasladados para outros cemitérios.
Uma série de lápides imponentes são sólidas testemunhas, surgindo surpreendentemente do meio de um bosque de pinheiros (Pinus elliottii), com o chão dominado por samambaias.
Parte considerável das lápides ainda existentes e legíveis, muitas ainda em sua posição original, outras já enviesadas ou tombadas, revelam a origem italiana dos sepultados, onde está registrado: Qui riposa le ossa de ...

## Galeria

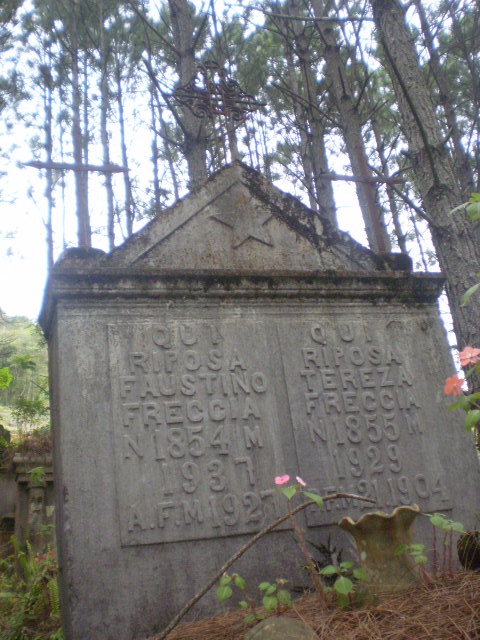
Momento registrado após remover samambaias e deixar algumas flores presentes
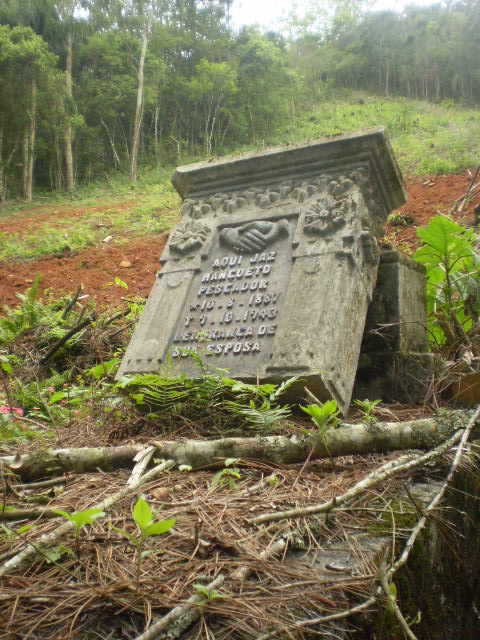
Impressão do cemitério
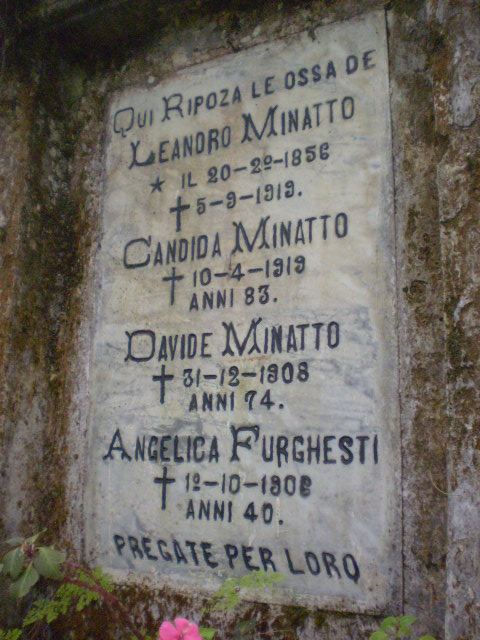
Outra impressão do cemitério
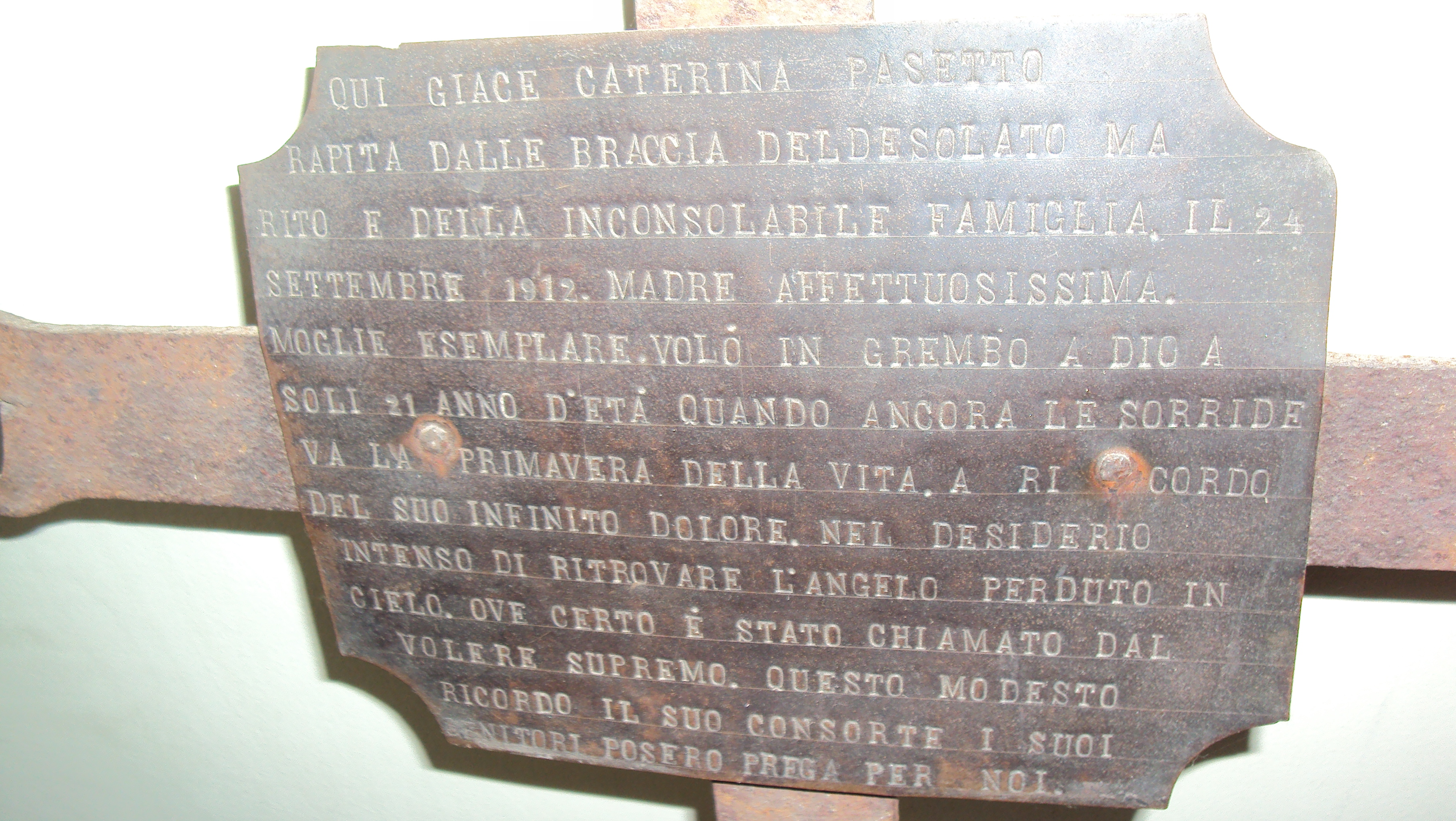
Cruz de ferro com placa de bronze, recolhida pelo historiador Amadio Vettoretti. Atualmente no Arquivo Público e Histórico Amadio Vettoretti, em Tubarão